# 伊科特阿巴西
伊科特阿巴西（英語：Ikot Abasi）是西非國家尼日利亞的城市，由河流州負責管轄，位於尼日爾河三角洲東部，農產品有甘薯、木薯、玉米、棕櫚油、椰子、橡膠等，2007年人口126,011。